# مرسدس-بنز کلاس-آر
مرسدس بنز کلاس-آر (به انگلیسی: Mercedes-Benz R-Class) خودرویی است که از سال ۲۰۰۵ تا ۲۰۱۷ در ایالات متحده آمریکا تولید شده‌است. طول آن در مدل‌های ۲۰۰۶ تا ۲۰۰۸ ۴٬۹۲۲ میلیمتر (۱۹۳٫۸ اینچ) و در مدل‌های ۲۰۰۹ تا ۲۰۱۷ ۵٬۱۵۶ میلیمتر (۲۰۳٫۰ اینچ)
و ارتفاع آن در مدل‌های ۲۰۰۶ تا ۲۰۰۸ ۱٬۶۷۴ میلیمتر (۶۵٫۹ اینچ) و در مدل‌های ۲۰۰۹ تا ۲۰۱۷ ۱٬۶۶۱ میلیمتر (۶۵٫۴ اینچ) است. سیستم جعبه‌دندهٔ آن ۷ دنده به صورت خودکار است.

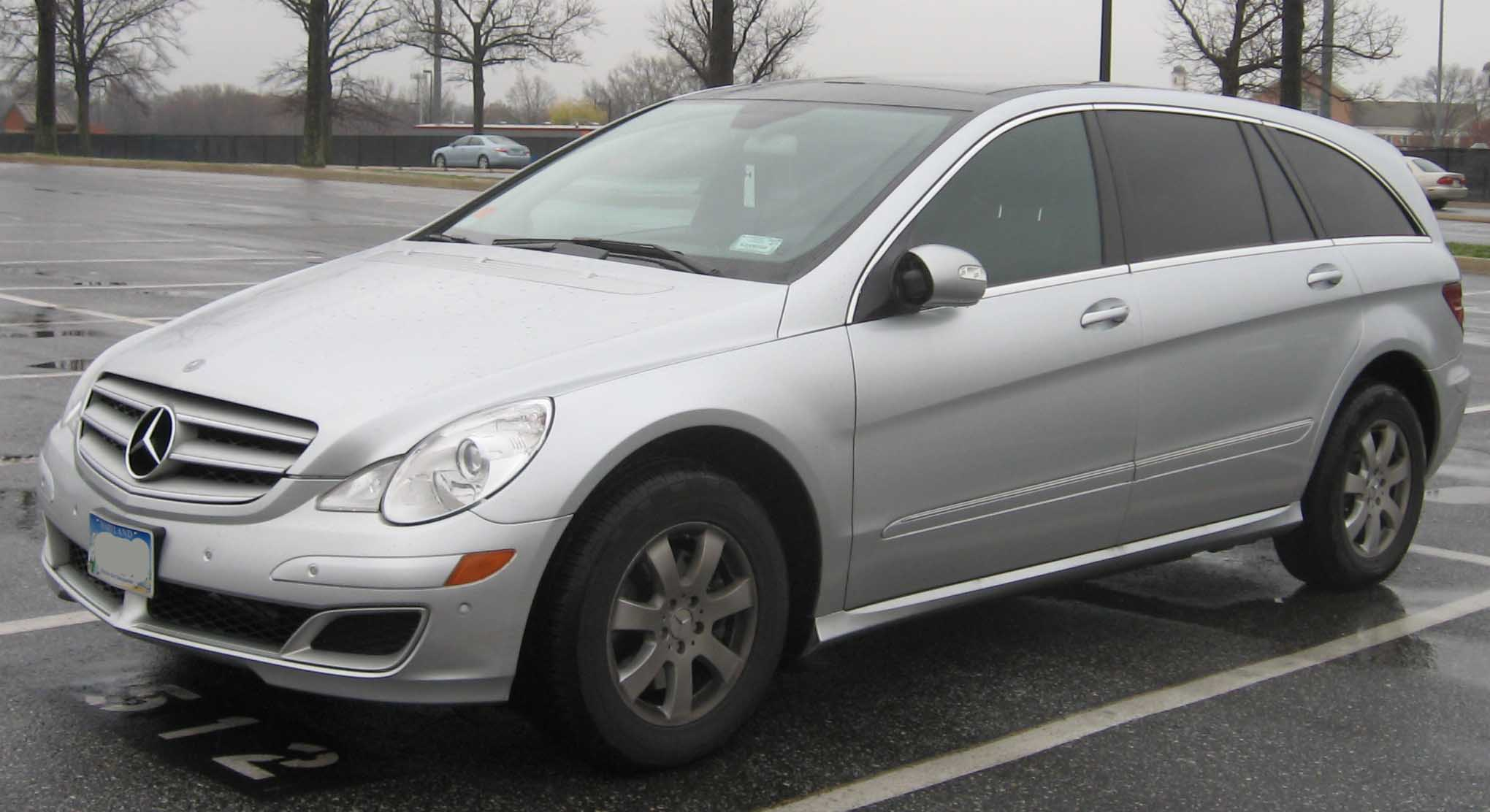